# Salettes, Haute-Loire

Salettes este o comună în departamentul Haute-Loire, Franța. În 2009 avea o populație de 151 de locuitori.